# Louis Rey
Pour les articles homonymes, voir Rey.
Louis Rey, né le 21 juillet 1885 à Monaco et mort le 23 octobre 1972 à Issy-les-Moulineaux dans le département des Hauts-de-Seine, est un architecte français.
Il exerce essentiellement dans l'Aisne, principalement dans la ville de Chauny.

## Biographie

### Enfance et famille
Louis Jules Honoré Joseph Rey naît le 21 juillet 1885 à Monaco du mariage de Jules Marius Rey, né à Strasbourg, comptable et employé au Cercle des Étrangers à Monaco, et de Victorine Marie Elisabeth Caroline Louise Ardisson, née à Monaco, mariés le 30 septembre 1882 à Monaco,.
Il épouse Emma Jéronime Découvette le 28 septembre 1908 au Petit-Saconnex en Suisse.

### Période militaire
Lors de son incorporation au service armé, le 6 octobre 1906, il exerce la profession de conducteur de travaux publics. Il est domicilié à Genève, 9 rue de la Prairie.
Il participe à la Première Guerre mondiale, dans le génie, où il est intoxiqué par les gaz puis blessé au flanc par un éclat d'obus. Il sort de la guerre avec le grade de lieutenant. Il est promu capitaine de réserve en décembre 1931,.

### Carrière professionnelle

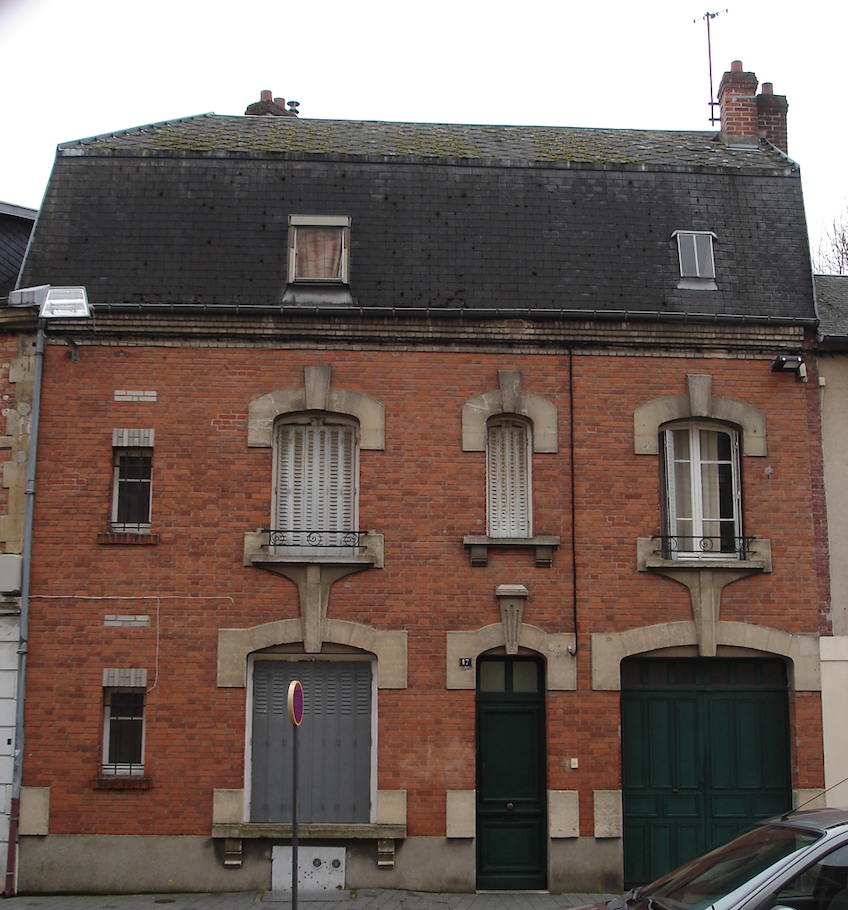
Le 17 rue Saint-Martin, Chauny.

Louis Rey remporte le concours pour la reconstruction de Chauny en 1919. Des quinze plans de la ville présentés, celui de Louis Rey est retenu. Inauguré le 30 juin 1919, en présence d’Albert Lebrun, ministre des régions libérées, d’Eugène Descambres, maire de Chauny, et de Léon Accambray au Pavillon de Marsan, il reçoit la médaille d’or à l’exposition d’architecture de Gand. Le plan de la ville est modifié, pour des raisons budgétaires, en collaboration avec la municipalité et l'architecte Léon Jaussely.
Dans la ville de Chauny, il réalise plusieurs établissements communaux, des banques et des demeures particulières où son nom est visible sur certaines façades. Il est en concurrence avec l'architecte parisien Charles Luciani qui remporte de nombreux projets comme l'école des garçons, l'école primaire supérieure, le marché aux poissons, le bâtiment des sociétés, la goutte de lait, le kiosque à musique, l'ensemble hôtel de ville et palais de justice, la salle des fêtes et l'église Notre-Dame.
En 1932, Louis Rey demeure au 17 rue Saint-Martin à Chauny.
En 1972, il demeure au 8 place de la République à Vanves dans le département des Hauts-de-Seine.

### Mort
Louis Rey meurt le 23 octobre 1972 au no 10, rue Minard, à Issy-les-Moulineaux, veuf de Hoerlin de Couvette.

## Distinctions
Louis Rey est nommé chevalier de l'ordre national de la Légion d'honneur à titre militaire et officier d'Académie en 1928.
Il est décoré de la croix de guerre 1914-1918 avec 3 citations.
Il reçoit, en 1921, pour le plan de la reconstruction de Chauny, la médaille d'or à l'exposition d'architecture de Gand et reçoit, en 1923, pour les plans de l'hôpital de Chauny, la médaille d'or à l'exposition internationale du centenaire de Pasteur à Strasbourg.

## Réalisations architecturales

### Plan, bâtiments et monuments

#### À Chauny
- Plan de la ville pour la Reconstruction en 1919[9].
- École des filles (aujourd'hui médiathèque), 28 rue de la Paix.
- Hôpital, 94 rue Anciens-Combattants-Afn-Tom.
- Banque Dupont (ancienne), 12, place de l'Hôtel-de-Ville.

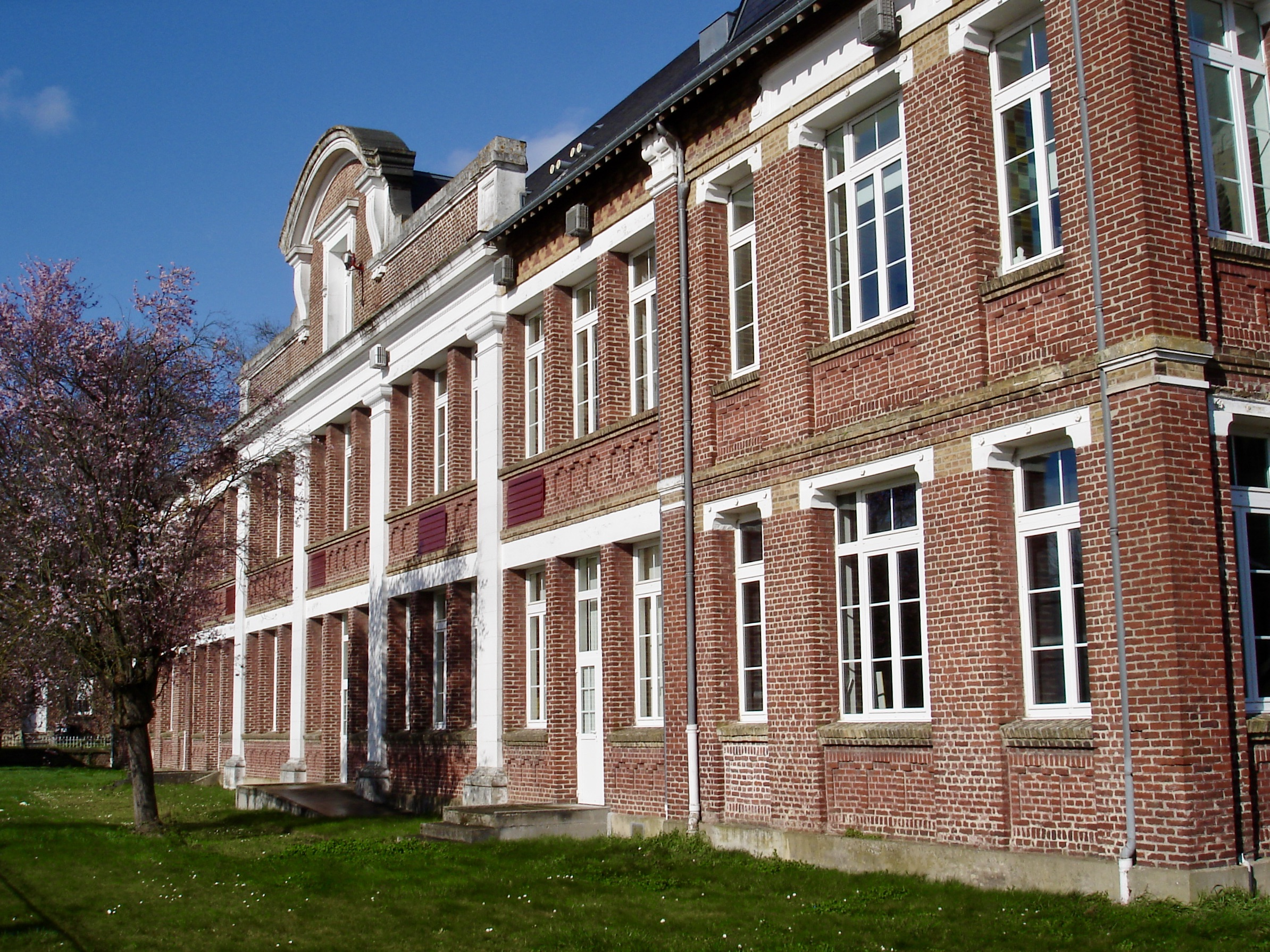
École des filles, aujourd'hui médiathèque.
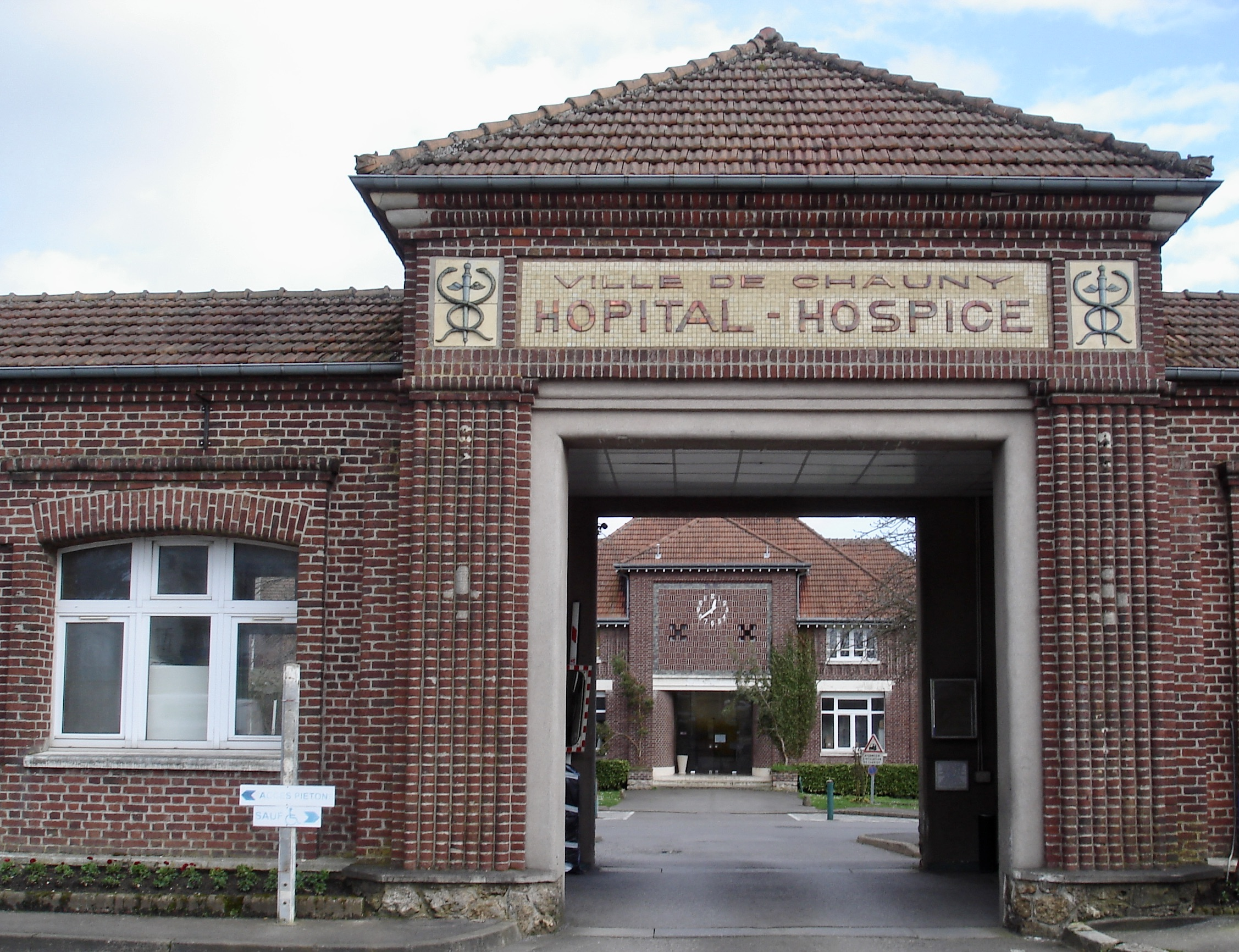
L'hôpital.
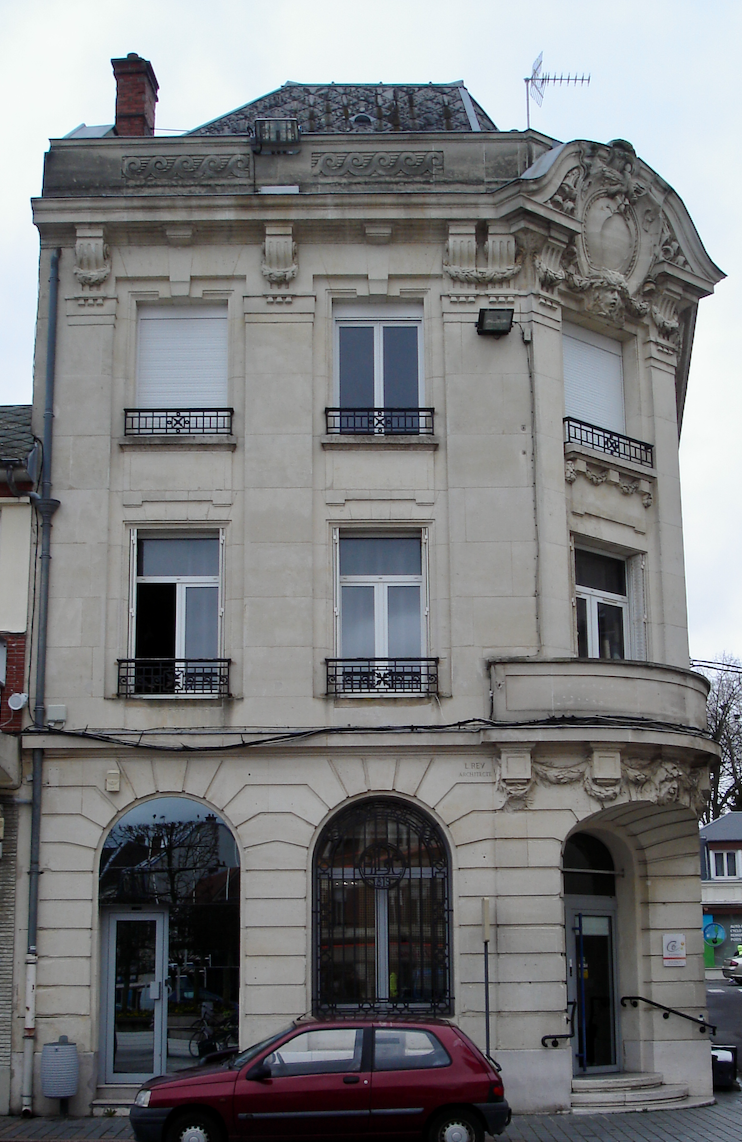
Banque Scalbert-Dupont.

#### Autres localités
Louis Rey est l'architecte de plusieurs bâtiments en dehors de Chauny :
- Bourges : immeuble de l'entreprise Leiseing[10],[11], Distillerie Monin[12] ;
- La Flamengrie (Aisne) : Monument de la Pierre d'Haudroy entre La Capelle et Haudroy dans l'Aisne[13] ;
- Rives-en-Seine (Caudebec-en-Caux): monument élevé aux héros du Latham 47, 1931[14] ;
- Sinceny : église Saint-Médard et monument aux morts[6].

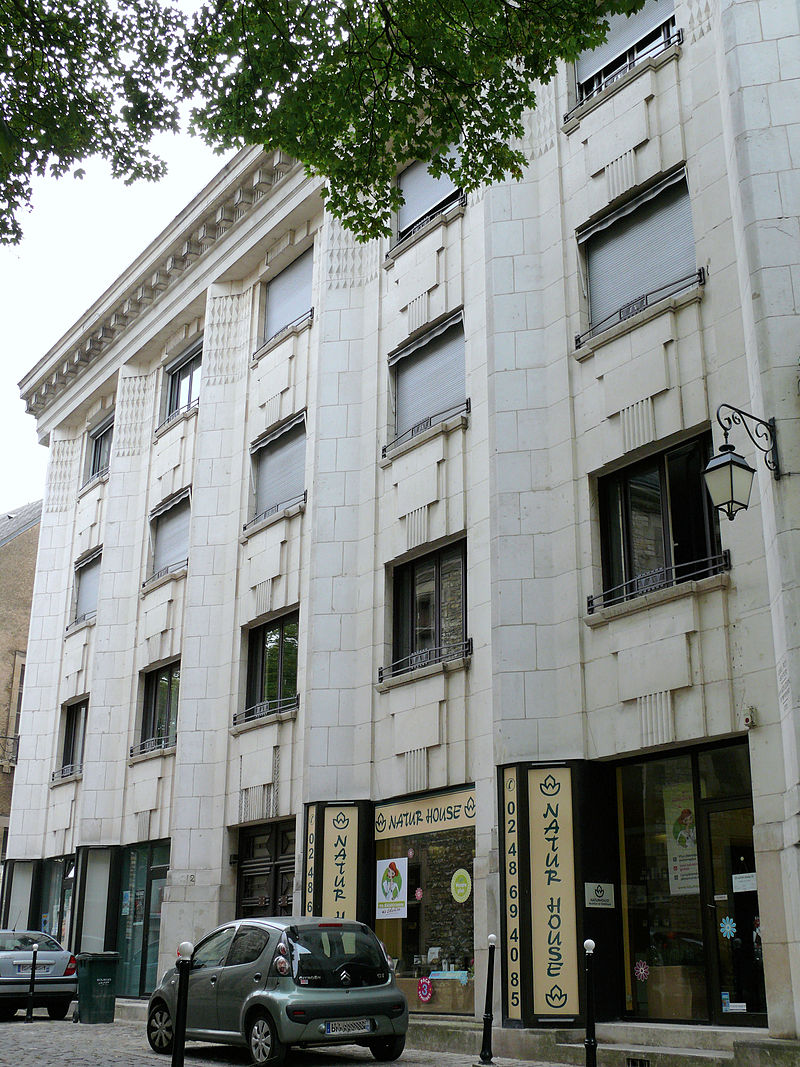
Immeuble de l'entreprise Leiseing.
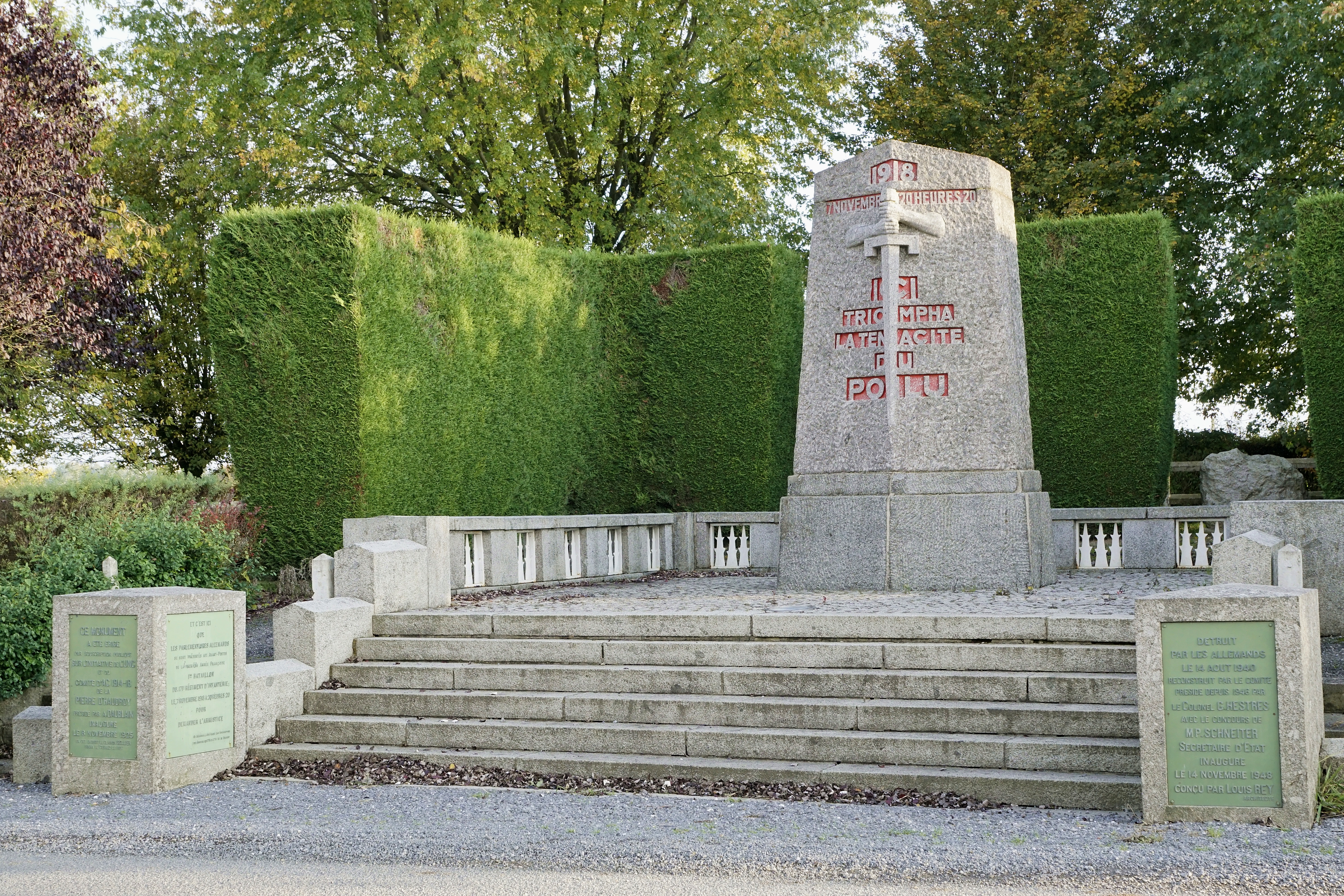
Monument de la Pierre d'Haudroy.
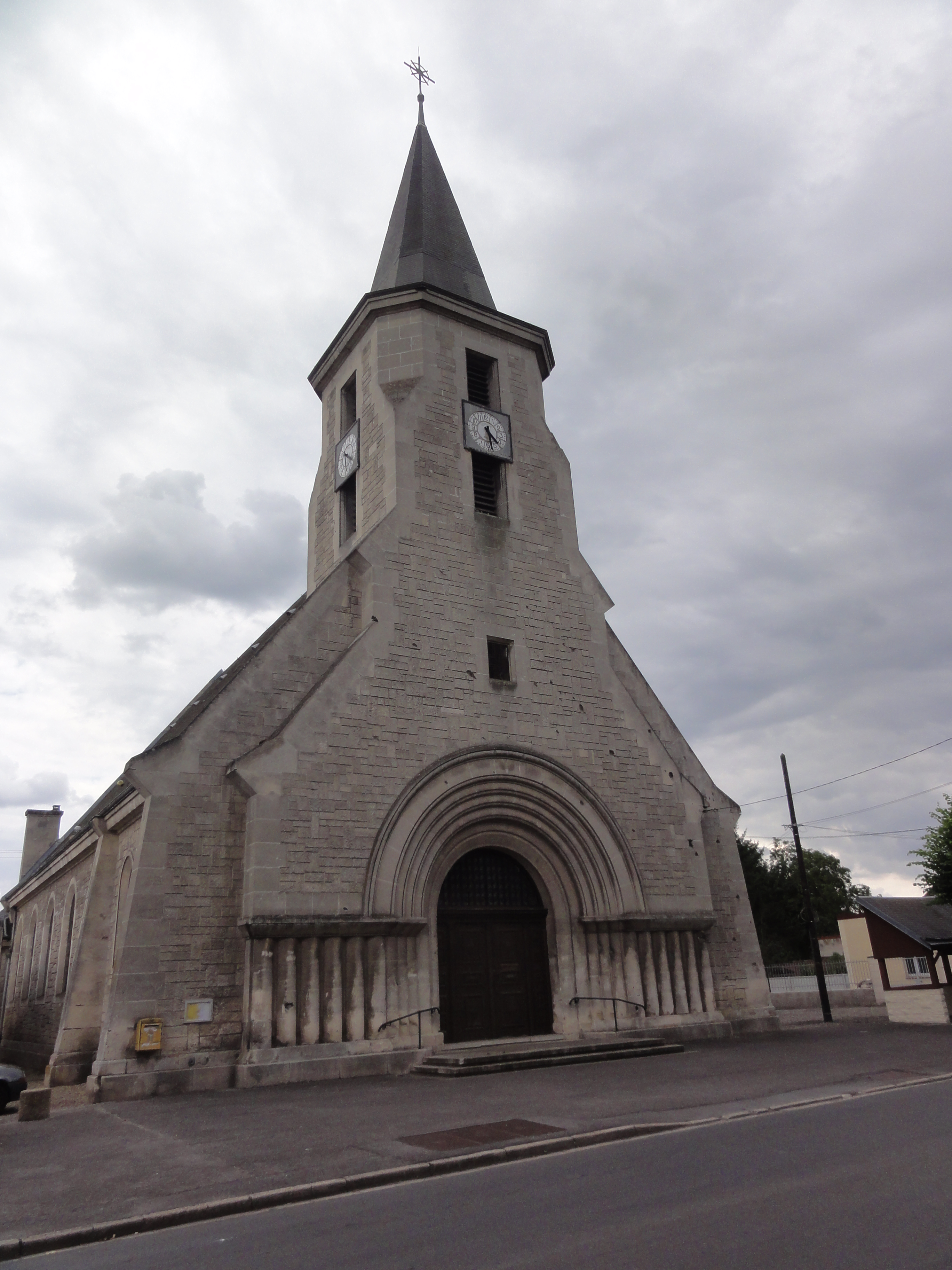
Église Saint-Médard.
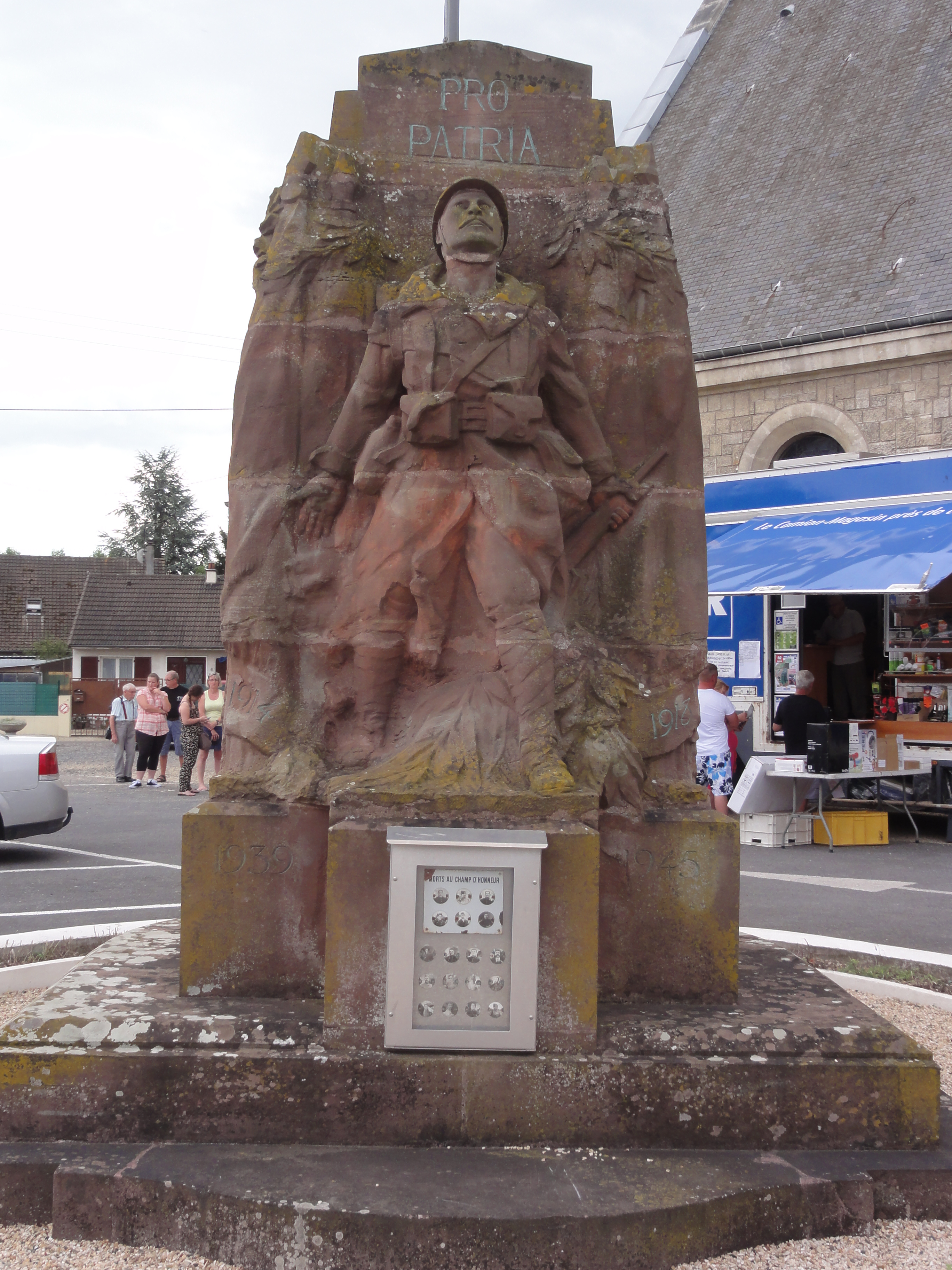
Monument aux morts de Sinceny.

### Demeures particulières

#### À Chauny
- 7, rue du Général-Leclerc (1924).
- Le Révérend, 1, rue des Remparts .
- Maison Louis Ternynck, sénateur et industriel du sucre, 15, avenue des Déportés.
- Le Manoir, 18, avenue Victor-Hugo, a appartenu à André Ternynck, industriel du sucre, aujourd'hui centre médico-psychologique.

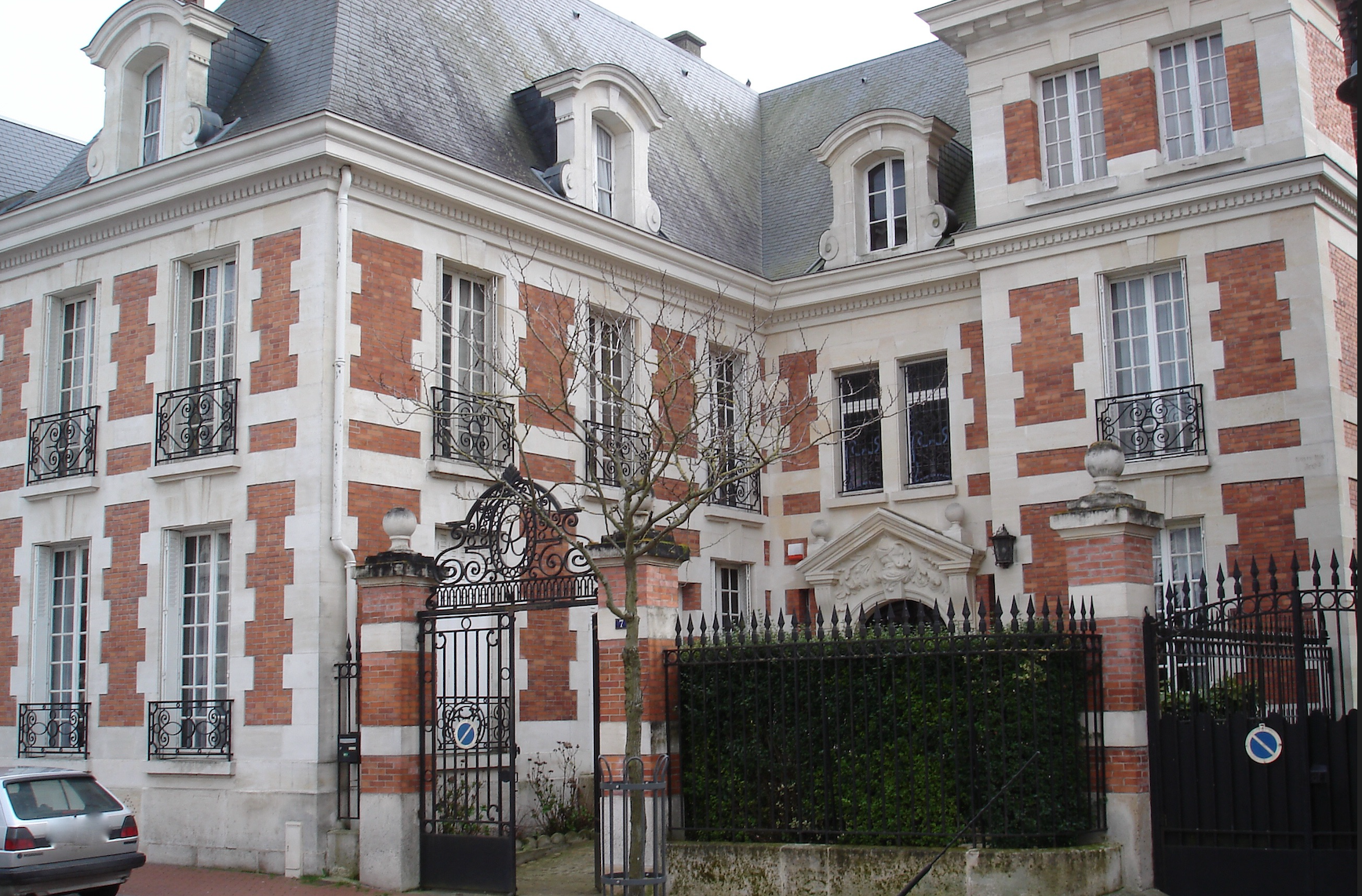
7, rue du Général-Leclerc.
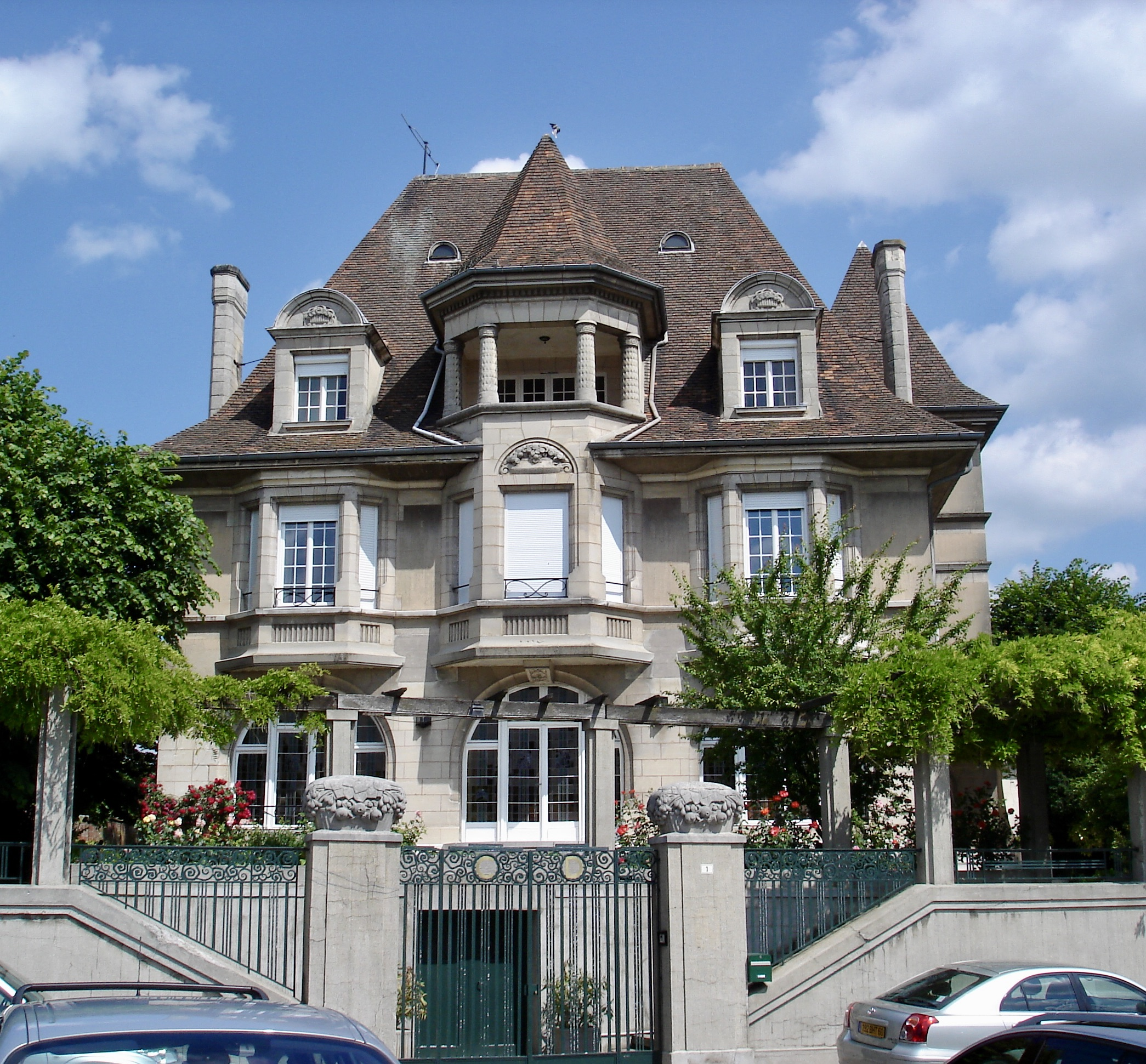
Le Révérend, 1, rue des Remparts.
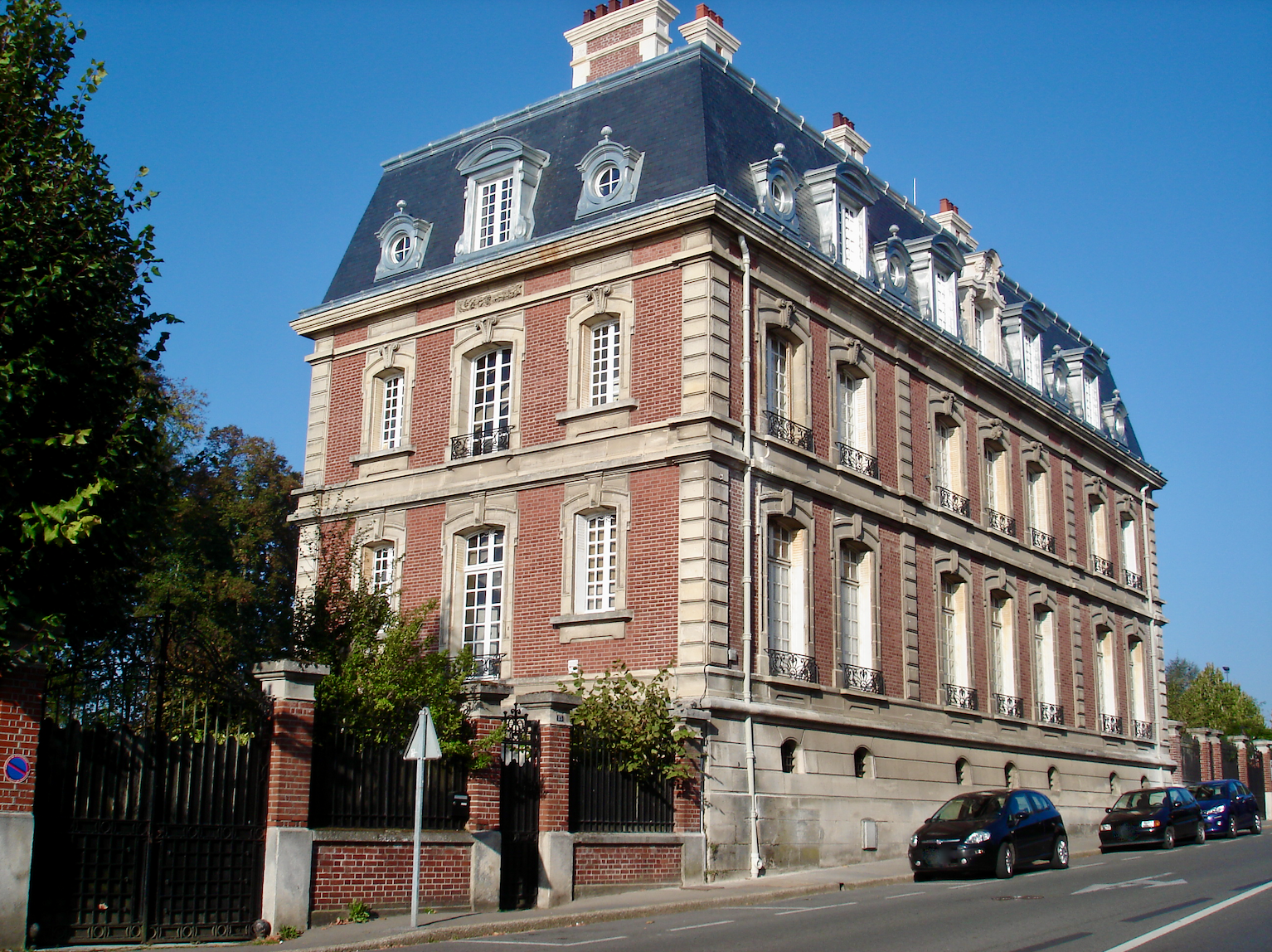
15, avenue des Déportés.
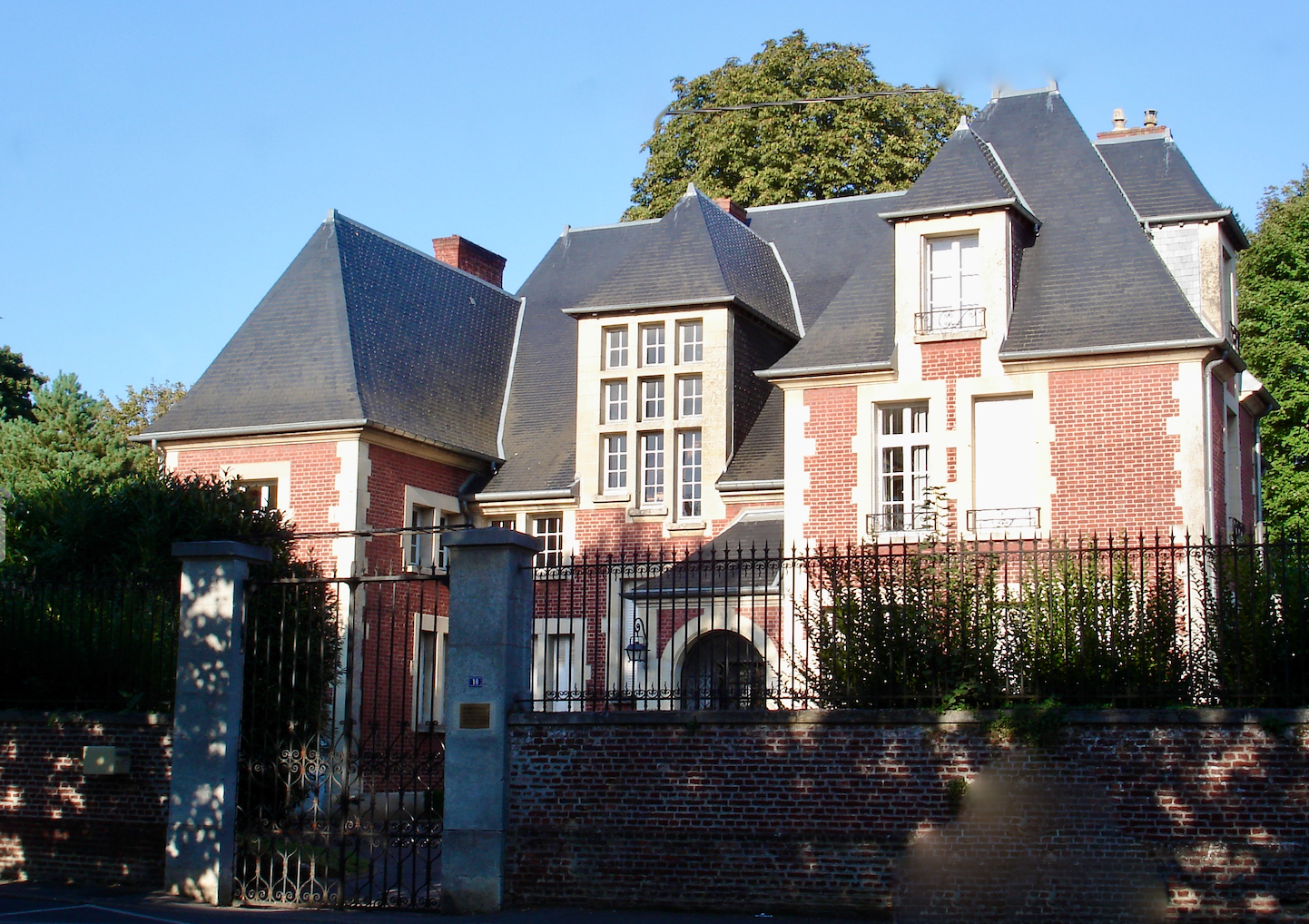
Le Manoir.

#### Au Touquet-Paris-Plage
- Villa Pretty Corner, 52, rue de Bruxelles au Touquet-Paris-Plage.

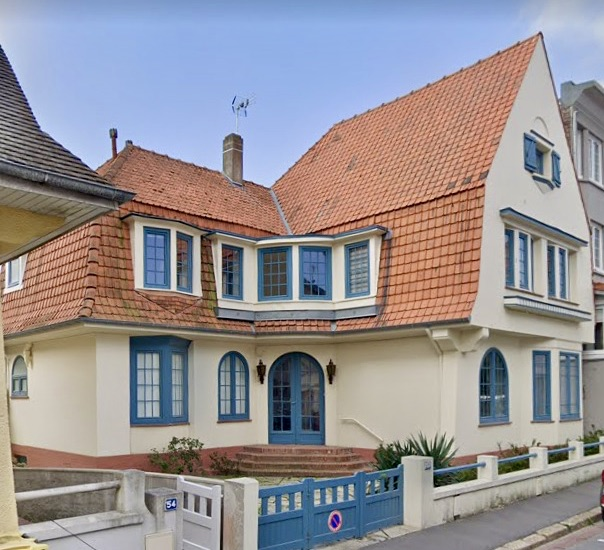
Pretty-Corner.

## Pour approfondir